# الوفاء (المنيا)
قرية الوفاء  هي إحدي القرى التابعة لمركز سمالوط بمحافظة المنيا في جمهورية مصر العربية. حسب إحصاءات سنة 2006، بلغ إجمالي السكان في الوفاء 1800 نسمة، منهم 926 رجل و874 امرأة.